# 何悌
何悌 （1448年—1507年），字順卿，四川重慶府合州人，民籍，治《詩經》，正月初四日生，行二，

## 生平
州學增廣生，中式四川鄉試第六名舉人，年三十一歲中式成化十四年（1478年）戊戌科會試第四十一名，第三甲第五十八名進士。授河南新蔡县知县，擢授監察御史，巡按雲南，弘治元年（1488年）三月考察以才力不及降调，四月降州判官。

## 家族
曾祖何朝舉；祖何中仁；父何英；母李氏。慈侍下，妻郭氏（聘），兄孝，弟睦。